# Estadio Los Milagros de Chitré
El Estadio Los Milagros es un estadio que se utiliza para partidos de fútbol, localizado en el corregimiento de Llano Bonito, distrito de Chitré, provincia de Herrera, área conocida como Urbanización Los Milagros, cuya capacidad es de aproximadamente 1,000 plazas, en el que ejerce de local el Herrera FC.

## Historia
El Estadio Los Milagros albergó su primer partido de la Categoría Profesional el 25 de marzo de 2017, en un partido de la ronda regular del Torneo Clausura 2017 entre el Atlético Veragüense (quién ejercía de local en este estadio) y el San Francisco FC, cuyo partido terminó con marcador de 2 goles por 0 a favor de "Los Monjes" del San Francisco, con doblete del futbolista panameño Yairo Yau.
Su segundo partido de esta categoría se realizó el 8 de abril de 2017 entre los equipos de CD Plaza Amador y San Francisco FC, igualmente durante el Torneo Clausura 2017.

## Nombre
A este estadio se le conoce con este nombre debido al lugar donde se encuentra el mismo, Urbanización Los Milagros.

## Características
- Cancha sintética cuyo tipo de grama de juego es aprobada por la FIFA y clasificado como 1 o 2 estrellas.[1]
- Baños, vestidores, dormitorios, cuarto de enfermería, estacionamientos, butacas y oficinas administrativas.